# Andrew Soltis
Pour les articles homonymes, voir Soltis.
Andrew Eden Soltis (né le 28 mai 1947 à Hazelton en Pennsylvanie) est un grand maître international du jeu d'échecs qui, plutôt que tenter de vivre de ses gains en tournois, a épousé une carrière d'auteur de livres d'échecs.

## Carrière aux échecs
Soltis a remporté le tournoi d'échecs de Reggio Emilia en 1971-1972 et a obtenu le titre de maître international en 1974 et celui de grand maître en 1980 (normes à New York (Tournoi Marshall C. C. International) en janvier 1977 et au même tournoi en mars 1980.

## Contributions à la théorie des ouvertures
En tant que théoricien, Soltis a laissé son nom à une variante de l'attaque yougoslave de la variante du dragon. Cette variante a contribué à la victoire de Garry Kasparov contre Viswanathan Anand lors du Championnat du monde PCA (« classique ») de 1995 tenu à New York.
Il a également développé ce qu'il a appelé la sicilienne « caméléon ». Il s'agit de garder une certaine flexibilité entre les siciliennes dites « ouvertes » (3...cxd4 4. Cxd4) et la sicilienne fermée, en jouant Cc3 et Cge2. Andrew Soltis a utilisé cet ordre de coups à partir de 1978 pour réduire drastiquement le niveau de la théorie échiquéenne dont il lui fallait suivre l'évolution. Il évitait la variante Najdorf (par l'ordre de coups 1. e4 c5 2. Cc3 d6 3. Cge2 Cf6 4. g3 a6 5. Fg2 sans jouer d4) , la sicilienne Kan (par l'ordre de coups 1. e4 c5 2. Cc3 e6 3. Cge2 a6 4. g3 b5 5. Fg2 Fb7) et la variante Taïmanov (par l'ordre de coups 1. e4 c5 2. Cc3 e6 3. Cge2 Cc6 4. g3). Il affirme que dans 70% des cas, il obtenait une variante du dragon ou une attaque Velimirović (par l'ordre de coups 1. e4 c5 2. Cc3 Cc6 3. Cge2 Cf6 4. d4 cxd4 5. Cxd4 d6 6. Fc4). On peut noter en passant que l'ordre de coups 2. Cc3 et 3. Cge2 avait déjà été employé par Bobby Fischer en 1970 (contre Mario Bertok, au tournoi de Rovinj/Zagreb).
Soltis a souvent cherché à éviter les lignes qui lui déplaisaient grâce aux transpositions. Il a par ailleurs exploré certaines ouvertures marginales telles que la défense franco-Benoni (ou franco-sicilienne ou ouverture Barcza-Larsen): 1. e4 e6 2. d4 c5, et la défense tchèque : 1. e4 d6 2. d4 Cf6 3. Cc3 c6 (Code ECO B07). Dans son livre Confessions of a Chess Grandmaster, il a écrit qu'il considérait comme un défi intellectuel très stimulant le fait d'élaborer des défenses originales contre 1. e4.

## Publications
Comme pour tout auteur prolifique, ses écrits sont inégaux. Certains de ses ouvrages comme Pawn Structure Chess, qui synthétise des techniques de jeu en fonction des structures de pions, ont gagné leur place dans l'histoire. D'autres de ses livres (ceux sur les ouvertures notamment) ne peuvent se révéler utiles qu'à des joueurs qui, tel José Raúl Capablanca, souhaitent consacrer le moins de temps possible à cette phase du jeu.

### Livres généraux
- Pawn Structure Chess, Tartan Books, 1976,  (ISBN 0-679-14475-7), rééd. McKay 1995,  (ISBN 0-8129-2529-7)
- Karl Marx Plays Chess : And Other Reports on the World's Oldest Game,  (ISBN 0-8129-1906-8).
- Turning Advantage into Victory in Chess,  (ISBN 0-8129-3581-0).
- Chess to Enjoy, Stein & Day, 1978,  (ISBN 0-8128-6059-4)
- Catalog of Chess Mistakes, Three Rivers Press, 1980,  (ISBN 0-679-14151-0)
- The Art of Defense in Chess, Random House, 1986,  (ISBN 0-679-14108-1).
- The Inner Game of Chess: How to Calculate and Win, Random House, 1994,  (ISBN 0-8129-2291-3)
- Grandmaster Secrets: Endings, Thinker's Press, 1997, 2003,  (ISBN 0-938650-66-1).Dans ce livre, Andrew Soltis étudie les finales sous forme de dialogue socratique. Il emploie également des exemples tirés de parties réelles de haut niveau où, parfois, des joueurs réputés se sont trompés, en indiquant alors quelle était la bonne marche à suivre. Outre des notions abordées selon un plan original (avant des sections par type de matériel, sont traités les « déséquilibres », puis les « techniques » et enfin les « plans »), les exemples donnés sur les finales de tours occupent pas moins de 25 pages, soit une instruction calibrée pour les joueurs de niveau moyen. Jeremy Silman a exprimé dans Inside Chess Online son admiration vis-à-vis de ce livre.
- Los Voraces, 2019: A Chess Novel, McFarland, 2003,  (ISBN 978-0-7864-1637-0)
- Rethinking the Chess Pieces, Batsford, 2004,  (ISBN 0-7134-8904-9).
- How to Choose a Chess Move, Batsford, 2005,  (ISBN 0-7134-8979-0).
- Transpo Tricks in Chess, Batsford, 2007,  (ISBN 0-7134-9051-9)
- The Wisest Things Ever Said About Chess, Batsford, 2008,  (ISBN 978-1-906388-00-3)
- Studying chess made easy, Batsford, 2010,  (ISBN 9781906-388676)
- What It Takes To Become A Chess Master, Batsford, 2012.

### Recueils de parties et livres sur l'histoire des échecs
- The Best Chess Games of Boris Spassky, David McKay Company, New York, 1973,
- Avec Arthur Bisguier : American Chess Masters from Morphy to Fischer, MacMillan, 1974
- Avec Fred Reinfeld : Morphy Chess Masterpieces, Collier Books, 1974
- The Great Chess Tournaments and Their Stories , 1975,  (ISBN 0-8019-6138-6)
- Confessions of a Chess Grandmaster, Thinker's Press, 1990,  (ISBN 0-938650-46-7), (2e édition : 2006,  (ISBN 0-9386-5069-6))Soltis retrace sa carrière. Il y rapporte notamment qu'ayant joué toute sa vie la défense est-indienne, il ne comprend toujours pas cette ouverture[5] !
- Frank Marshall, United States Chess Champion: A Biography with 220 Games, 1993
- The United States Chess Championship, 1845-1996
  - 2e édition : The United States Chess Championship, 1845-2011
- Soviet Chess 1917–1991, McFarland & Company, 1999,  (ISBN 0-7864-0676-3)
- The Book of Chess Lists, 2002
- Bobby Fischer Rediscovered, Batsford, 2003,  (ISBN 0-7134-8846-8)
- Why Lasker matters, 2006
- The 100 Best Chess Games of the 20th Century, Ranked, McFarland & Company, 2006,  (ISBN 0-7864-2741-8)
- Mikhail Botvinnik: The Life and Games of a World Chess Champion, McFarland & Company, 2014
- Magnus Carlsen: 60 Memorable Games, Batsford, 2020,  (ISBN 978-1-84994-650-6)

### Livres sur les ouvertures
- A Black Defensive System For The Rest of Your Chess Career, Chess Digest, 1987,  (ISBN 0-8756-8166-2)
- Winning with 1 e4, Chess Digest, 1988,  (ISBN 0-8756-8174-3)
- Winning with 1 d4, Chess Digest, 1988,  (ISBN 0-8756-8175-1)
- Winning with 1 c4: A Complete Opening System, Chess Digest, 1990,  (ISBN 0-8756-8192-1)
- Beating the sicilian defense chameleon variation, Chess Digest, 1990,  (ISBN 0-8756-8182-4)
- The Stonewall Attack, Revised 2nd Edition, Chess Digest, 1993,  (ISBN 0-8756-8165-4)
- Grandmaster Secrets: Openings, Thinker's Press, 2000,  (ISBN 0-9386-5068-8)

### Livre traduits en français
- Les échecs : La valorisation des pièces en cours de partie, Bornemann, 2006

## Deux parties
- Andrew Soltis-Walter Browne, New York, 1970[6]

Ouverture : variante Najdorf, attaque Sozine ; cette partie date d'avant l'adoption par Soltis de sa sicilienne « caméléon ».
1. e4 c5 2. Cf3 d6 3. d4 cxd4 4. Cxd4 Cf6 5. Cc3 a6 6. Fc4 e6 7. Fb3 b5 8. 0-0 Fe7 9. Df3 Fd7?? 10. e5 dxe5 11. Cxe6! e4 12. Cxg7+ Rf8 13. Cxe4 Fc6 14. Fh6 Fxe4 15. Ch5+ 1-0.
- Andrew Soltis-Calvin Blocker (en), New York, 1980[8]

Variante Canal / Balogh de la défense Alekhine (B03) : Soltis n’a utilisé en compétition officielle que très peu des ouvertures présentées dans ses ouvrages-répertoires ; cette variante en fait partie, et il a obtenu d'excellents résultats avec elle (+9 =3 -1).
1. e4 Nf6 2. e5 Cd5 3. d4 d6 4. Fc4 La variante recèle des chausses-trappes qui peuvent piéger les imprudents. Par exemple, 4...dxe5 5. dxe5 Cb6?? perd la Dame sur 6. Fxf7+. La ligne principale est 4...Cb6 5. Fb3 ; 4...c6 5. Df3 dxe5 6. dxe5 g6 7. Cc3 Fe6 8. Ch3 suivi de 9. Cg5 est une variante préconisée par Soltis dans "A complete opening system for white with 1 P-K4" 4...Cb6 5. Fb3 Ff5 5...dxe5 6. Dh5 e6 7. dxe5 est la « vieille ligne principale » affirme Cox, qui enferme le Fou c8 ; Taylor recommande 5...d5 suivi de 6...e6 pour atteindre une position qui a un goût de défense française 6. Df3 Les blancs peuvent, entre autres, tenter le sacrifice de pion obstructif 6. e6 6...Dc8 7. Ce2 e6 Tim Sawyer recommande à la place 7...dxe5 8. dxe5 Cc6 dans son livre-répertoire "The Alekhine Defense Playbook" (page 93) 8. Cbc3 dxe5 9. dxe5 C8d7 John Cox recommande 9...c5!? à la place 10. Ff4 Cc5 11. Dg3 a5 12. a4 h5 13. Fg5 Cbd7 14. Fc4 h4 15. De3 h3 16. g3 Fxc2 17. Cd4 Fg6 18. 0-0 Cb6 19. Fe2 Ccd7 20. Cb3 c6 21. Tfd1 Fc2 22. Cd4 Fxd1 23. Txd1 Db8 24. Ff4 Fc5 25. Ce4 Cd5 26. Df3 Fe7 27. Dg4 Rf8 28. Cf6 Cc5 29. Cb3 Cxf4 30. Cxc5 Cxe2+ 31. Rf1 Fxc5 32. Cd7+ Re7 33. Dg5+ Re8 34. Dxg7 Cd4 35. Cxc5 Tf8 36. Txd4 Dc7 37. Td6 De7 38. Ce4 1-0.